# خرشنة صغرى
خرشنة صغرى (الاسم العلمي: Sterna antillarum) (بالإنجليزية: Least Tern)‏ هو نوع من الطيور يتبع جنس الخرشنة من الفصيلة النورسية.